# An Fheothanach
An Fheothanach est un petit village du Comté de Kerry situé sur la côte sud ouest de l'Irlande dans la péninsule de Dingle.

## Localisation
Le village se trouve au cœur d'un Gaeltacht, une région où la langue irlandaise reste la langue quotidienne, juste comme dans le village voisin de Baile na nGall.